# I Love This Life/The Second Act
I Love This Life/The Second Act è il primo singolo del gruppo musicale britannico The Blue Nile, pubblicato nel 1981.

## Storia
In seguito allo scioglimento della loro precedente band, i McIntyre, Robert Bell, Paul Buchanan e P.J. Moore decisero di proseguire la loro attività esibendosi dal vivo come trio. Dopo aver raccolto abbastanza soldi, il gruppo si recò ai Castlesound Studios di Calum Malcom, dove incise in numero limitato di copie la prima versione di I Love This Life/The Second Act.
Il singolo venne notato dalla RSO di Robert Stigwood, che lo ripubblicò, ma il rapporto della band con la casa discografica fu di breve durata a causa del fallimento di questa nell'ottobre del 1981.

## Tracce
Testi e musiche di Robert Bell e Paul Buchanan.
Lato A
1. I Love This Life – 4:02

Lato B
1. The Second Act – 4:38